# Шахтёр (стадион, Донецк)
«Шахтёр» (укр. «Шахтар») — многофункциональный стадион в Донецке. Открыт 5 сентября 1936 года на территории центрального парка культуры и отдыха имени А. Щербакова (архитекторы Георгий Навроцкий, С. И. Северин). Размеры поля 105×68 м.

## История
Открыт 5 сентября 1936 года и стал домашней ареной команды «Стахановец» (позже — «Шахтёр»). До Великой Отечественной войны стадион по второму этажу был оформлен монументальной скульптурой. До 1938 назывался «Динамо», в 1938—1941 и 1943—1946 «Стахановец», в 1941—1943 «Авангард».
Реконструирован в 1950, 1966, 1981, 2000 годах.
15 августа 1990 года на стадионе «Шахтёр» был выполнен первый тачдаун в истории украинского американского футбола во время игры команд «Скифы-ДонНТУ» и «Московские Маги».
Стадион известен как место убийства криминального авторитета по кличке «Алик Грек» — Ахатя Брагина, президента ФК «Шахтер», 15 октября 1995 года. После этого события, во второй половине 1990-х годов, на стадионе располагался радиорынок.
В 2000 году стадион был реконструирован и начал работать. После реконструкции «Шахтёр» стал вмещать 31 718 человек.
В 2003 году стадион принял 2 матча национальной сборной Украины: товарищескую игру против Румынии (20 августа 2003) и матч отбора на чемпионат Европы 2004 против Северной Ирландии (6 сентября 2003).
До 2004 года стадион был домашней ареной местного «Шахтёра», пока команда в 2004 году не переехала на РСК «Олимпийский». Впоследствии на стадионе играли «Шахтёр-2», «Шахтёр-3», молодёжная и юношеская (U-19) команды «Шахтёра».
С началом в 2014 году вооружённого конфликта на востоке Украины стадион «Шахтёр» пустует.

## Игры национальной сборной Украины
| Дата            | Турнир | Хозяева | Счет | Гости             | Голы                             |
| --------------- | ------ | ------- | ---- | ----------------- | -------------------------------- |
| 20 августа 2003 | ТМ     | Украина | 0:2  | Румыния           | 0:1 Муту 29' (пен.) 0:2 Муту 57' |
| 6 сентября 2003 | КЧЕ    | Украина | 0:0  | Северная Ирландия |                                  |